# Miracolo economico greco
Con "Miracolo economico greco" si definisce il periodo di grande crescita economica e sociale attraversato dalla Grecia dal 1950 al 1973. In questo lasso, di tempo l'economia crebbe di un fattore medio del 7% annuo, un tasso inferiore solo a quello del miracolo economico giapponese.

## Crescita economica
I tassi di sviluppo greci erano ai massimi durante gli anni '50 del secolo scorso, con picchi oltre il 10% annuo, vicini a quelli delle moderne tigri asiatiche. Anche la produzione industriale crebbe ogni anno del 10%, specialmente negli anni '60. La crescita ebbe inizialmente l'effetto di incrementare il differenziale tra le cassi sociali, intensificando lo scontro politico e sociale. Il termine "miracolo" è effettivamente poco utilizzato nella stessa Grecia.
Dal 1941 al 1944 l'occupazione della Grecia da parte delle forze dell'Asse e la tenace resistenza greca ebbero effetti devastanti sulle infrastrutture e l'economia (in particolare, i prestiti forzosi richiesti dal regime di occupazione svalutarono pesantemente la dracma). In aggiunta, alla fine della guerra, la Grecia dovette affrontare un periodo di guerra civile che durò fino al 1949. Nel 1950 la posizione relativa dell'economia greca nel contesto europeo si era drammaticamente deteriorata: il reddito medio pro-capite, in termini di potere di acquisto, era calato dal 62% di quello francese nel 1938 a circa il 40% del 1949, secondo l'economista Angus Maddison.
Il rapido recupero dell'economia greca a partire dal 1949 fu facilitato da diversi interventi, che inclusero (in aggiunta agli stimoli provenienti dal Piano Marshall, così come in altri Paesi europei) una drastica svalutazione della dracma, l'attrazione di investimenti stranieri, un significativo sviluppo dell'industria chimica, la crescita dei settori del turismo e dei servizi in generale e, non ultima, un'imponente attività di ricostruzione, connessa a grandiosi progetti infrastrutturali e alla riedificazione delle città greche.
Quest'intensa attività edilizia portò la crescita economica ad avere un impatto diretto sulla società greca e sullo sviluppo urbanistico: il rinnovamento urbano incontrollato sostituì infatti un gradevole paesaggio cittadino fatto prevalentemente di bassi edifici e piccole abitazioni con un monotono susseguirsi di palazzi di cemento.
Il periodo di grande crescita finì brutalmente nel 1974 con il collasso della giunta militare, quando il Paese registrò un crollo del PIL pari a quasi il 6%, il più pesante dal dopoguerra. Contrazioni simili sarebbero state registrate anche negli anni '80, benché controbilanciate dalla crescita dell'economia "in nero" nello stesso periodo.
In totale, il PIL greco crebbe per 54 dei 60 anni che seguirono la fine della seconda guerra mondiale. Dal 1950 fino alla crisi economica del 2008, con l'eccezione della relativa stagnazione economica degli anni '80, la performance dell'economia greca in termini di crescita annua superò quella della maggior parte delle altre nazioni europee.
Tra i primi anni '70 e gli anni '90 un'inflazione a due cifre, spesso più vicina al 20% che al 10%, era la norma in Grecia, fino all'introduzione di politiche monetarie che consentissero l'adeguamento ai parametri economici di accesso nell'eurozona.